# Philippe Auguste (Métro Paris)

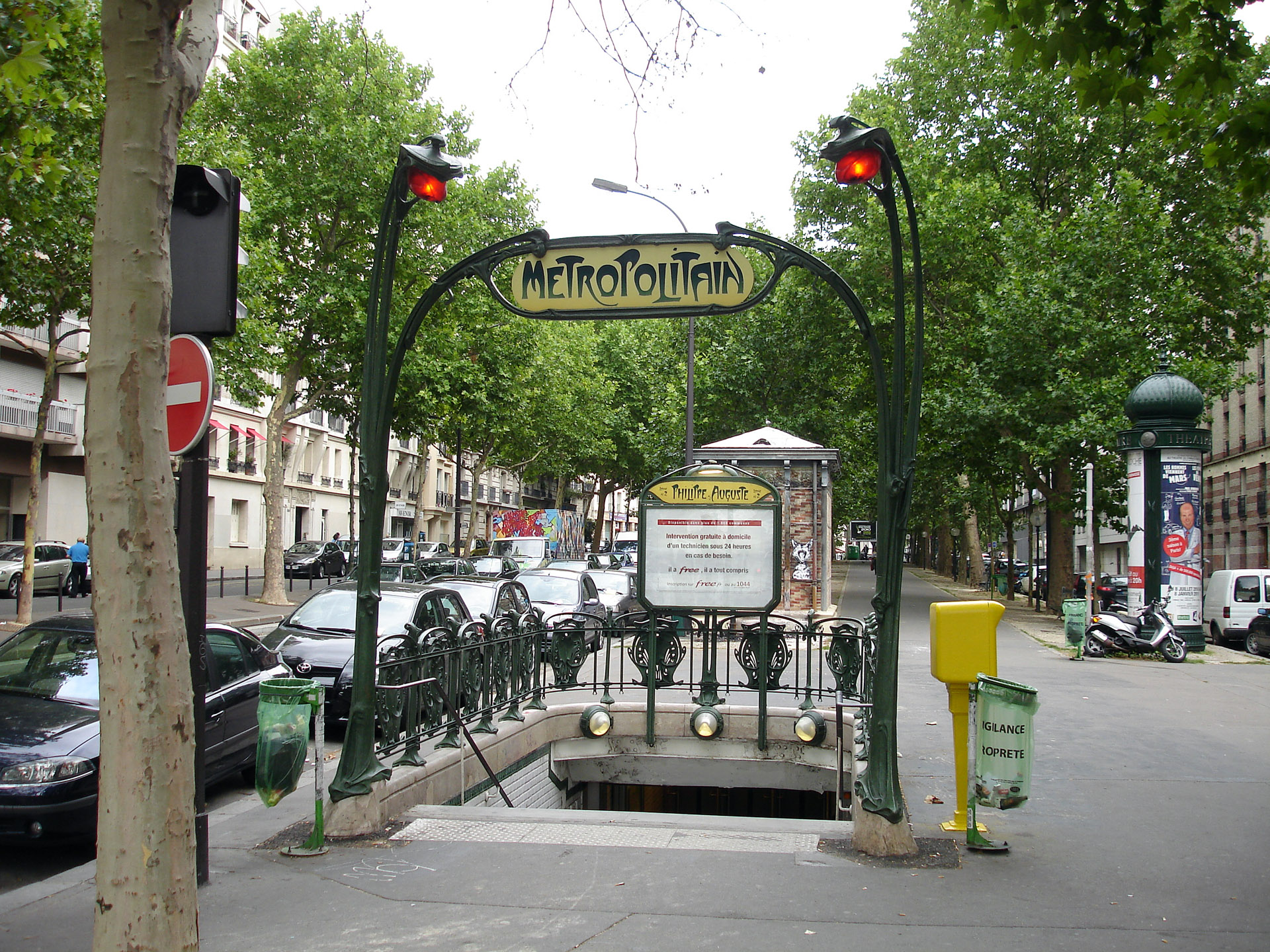
Von Hector Guimard im Stil des Art nouveau entworfener Zugang

Philippe Auguste [filip oɡyst] ist eine unterirdische Station der Linie 2 der Pariser Métro.

## Lage
Die Station befindet sich an der Grenze des Quartier de la Roquette im 11. Arrondissement zum Quartier du Père-Lachaise im 20. Arrondissement von Paris. Sie liegt längs unter dem Boulevard de Charonne an dessen nördlichem Ende.

## Name
Namengebend ist die dort beginnende Avenue Philippe-Auguste. Philipp II. August (fr: Philippe Auguste; 1165–1223) war von 1180 bis 1223 König von Frankreich. Als Sieger in der Schlacht bei Bouvines brachte er mehrere Provinzen, darunter die Normandie und den Berry, unter den Einfluss der Krone.

## Geschichte und Beschreibung
Die Station wurde am 31. Januar 1903 von der Compagnie du chemin de fer métropolitain de Paris (CMP) eröffnet, als die Verlängerung deren Linie 2 von Anvers nach Bagnolet (seit 1970: Alexandre Dumas) in Betrieb genommen wurde.
Die 75 m lange Station liegt unter einem elliptischen Deckengewölbe. Sie hat Seitenbahnsteige an zwei Streckengleisen und Seitenwände, die der Krümmung der Ellipse folgen. Von den beiden Zugängen liegt einer im Mittelstreifen des Boulevard de Charonne, er weist das von Hector Guimard entworfene Art-nouveau-Dekor auf.

## Fahrzeuge
Auf der Linie 2 liefen zunächst zweiachsige Fahrzeuge mit Holzaufbauten, die Züge bestanden aus sechs kurzen Beiwagen und einem Triebwagen an jedem Zugende. Von 1914 bis 1981 wurde die Linie von fünfteiligen, grün lackierten Sprague-Thomson-Zügen befahren. Da sie mittelfristig nicht auf gummibereifte Fahrzeuge umgestellt werden sollte, kam ab 1979 die Baureihe MF 67 auf die Strecke, die ihre Vorgänger innerhalb von zwei Jahren vollständig ablöste. Seit 2008 kommen Serienfahrzeuge der Baureihe MF 01, seit 2011 ausschließlich, zum Einsatz.

## Umgebung
- Friedhof Cimetière du Père-Lachaise